# Ranunculus pilisiensis
Ranunculus pilisiensis är en ranunkelväxtart som beskrevs av Sóo. Ranunculus pilisiensis ingår i släktet ranunkler, och familjen ranunkelväxter. Inga underarter finns listade i Catalogue of Life.